# Euphorbia anychioides
Euphorbia anychioides es una especie de planta suculenta perteneciente a la familia Euphorbiaceae. 

## Descripción
Es una planta que algunas veces se puede encontrar como rastrera y medir hasta 50 cm de altura. Las hojas son en forma ovada o alargadas, pueden estar teñidas de rojo. Las flores son de color rojo o rosa. Sus frutos se abren en 3 partes.

## Distribución y hábitat
Es originaria de México. Habita en climas secos, semisecos y templados, entre los 1900 y los 3000 m s. n. m. (metros sobre el nivel del mar), donde crece a orilla de caminos, está asociada al matorral xerófilo, bosques de encino y de pino.

## Propiedades
Su uso incluye padecimientos digestivos. En Aguascalientes, se utiliza para la disentería y la incomodidad del estómago. En ambos casos se bebe la cocción de la planta varias veces al día. En Hidalgo, para la diarrea.

## Taxonomía
Euphorbia anychioides fue descrito por Pierre Edmond Boissier y publicado en Centuria Euphorbiarum 12. 1860.
Etimología
Euphorbia: nombre genérico que deriva del médico griego del rey Juba II de Mauritania (52 a 50 a. C.-23 d. C.), Euforbo, en su honor —o en alusión a su gran vientre—  ya que usaba médicamente Euphorbia resinifera. En 1753, Carlos Linneo asignó el nombre a todo el género.
anychioides: epíteto
sinonimia
- Chamaesyce anychioides (Boiss.) Millsp.
- Chamaesyce chalicophila (Weath.) Millsp.
- Chamaesyce pilosula (Engelm. ex Boiss.) Arthur
- Chamaesyce rubida (Greenm.) Millsp.
- Euphorbia chalicophila Weath.
- Euphorbia pilosula Engelm. ex Boiss.
- Euphorbia rubida Greenm.
- Euphorbia villosior Greenm.[4][5]